# Turismo Carretera
A Turismo Carretera egy népszerű argentin túraautós versenysorozat.

## Története
A bajnokság 1937-ben indult, akkor 12 versennyel, amelyeket különböző argentin tartományokban rendeztek meg. A sorozat egyik leghíresebb bajnoka  Juan Manuel Fangio, aki Formula–1-es karrierje előtt 1940-ben megnyerte a bajnokságot egy Chevrolet volánja mögött. 
Az 1960-as évekig a versenyeket ideiglenesen lezárt utakon rendezték. Sokszor földes utak és aszfaltozott autóutak kombinációja alkotta a versenypályát. Később állandó versenypályák épültek és ott folytatódtak a versenyek. 
Az 1960-as években a sorozat egyre népszerűbb lett a nagyobb autógyárak körében is. Ebben az időszakban lépett be a sorozatba a Ford, a Chevrolet, a Dodge, a Renault és több kisebb gyár is.
1970-ben szétvált a Sport Prototipo és a TC kategória, ez lehetővé tette, hogy a TC visszatérjen a széria autókhoz, amivel kezdetben rendkívül nagy sikereket értek el, de később ez a kategória elsorvadt.
1980-ban megalakult a TC2000-es kategóriát, ahol szintén kisebb utcai autókkal lehetett versenyezni. Idővel a TC2000 népszerűbb lett mint maga a TC sorozat.
Később, hogy a TC visszaszerezze vezető pozícióját az argentin túraautózásban, a gyártók nagyobb és drágább modelljeit engedték rajthoz állni a versenyeiken. 
A TC jelenleg is a legnépszerűbb sorozat Argentínában, annak ellenére hogy rendkívül veszélyes is. A gyakori halálesetek miatt sok kritikát kap a sorozat vezetése, de így is több százezres tömeg előtt versenyzik a sorozat minden hétvégén. 

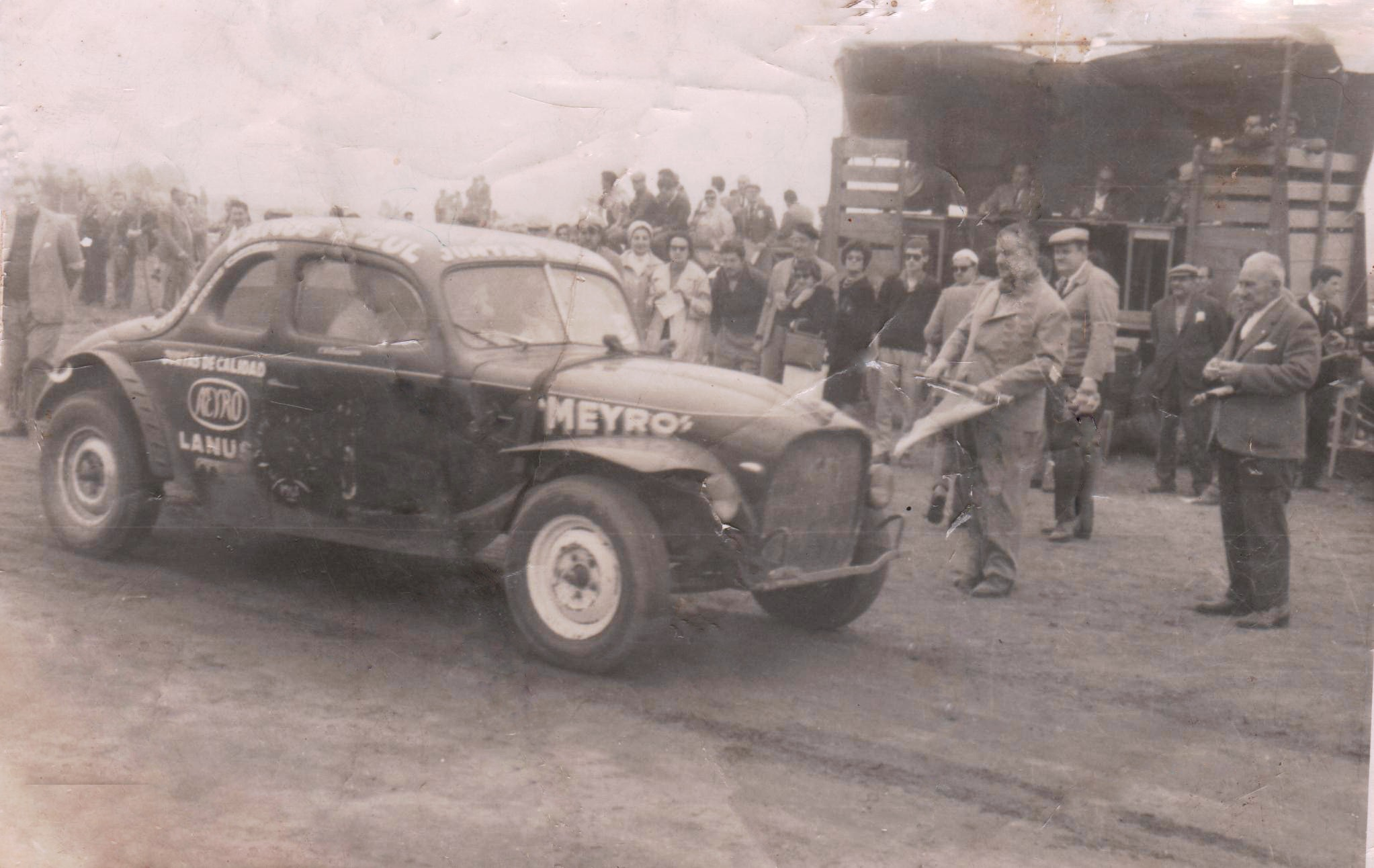
Verseny előtti vizsgálat a Nueve de Julio városi pályán (1959).

## Autók
- Ford Falcon (35 bajnoki cím)
- Chevy Coupé SS (15 bajnoki cím)
- Dodge Polara GTX coupé (8 bajnoki cím)
- IKA-Renault Torino  (5 bajnoki cím)

### Bajnokok
- 1939: Ángel Lo Valvo - Ford TC V8 coupé
- 1940: Juan Manuel Fangio - Chevrolet TC
- 1941: Juan Manuel Fangio - Chevrolet coupé
- 1947: Óscar Alfredo Gálvez - Ford V8 coupé
- 1948: Óscar Alfredo Gálvez - Ford V8 coupé
- 1949: Juan Gálvez - Ford V8 coupé
- 1950: Juan Gálvez - Ford V8 coupé
- 1951: Juan Gálvez - Ford V8 coupé
- 1952: Juan Gálvez - Ford V8 coupé
- 1953: Óscar Alfredo Gálvez - Ford V8 coupé
- 1954: Óscar Alfredo Gálvez - Ford V8 coupé
- 1955: Juan Gálvez - Ford V8 coupé
- 1956: Juan Gálvez - Ford V8 coupé
- 1957: Juan Gálvez - Ford V8 coupé
- 1958: Juan Gálvez - Ford V8 coupé
- 1959: Rodolfo De Álzaga - Ford V8 coupé
- 1960: Juan Gálvez - Ford V8 coupé
- 1961: Oscar Alfredo Gálvez - Ford V8 coupé
- 1962: Dante Emiliozzi - Ford V8 coupé
- 1963: Dante Emiliozzi - Ford V8 coupé
- 1964: Dante Emiliozzi - Ford V8 coupé
- 1965: Dante Emiliozzi - Ford V8 coupé
- 1966: Juan Manuel Bordeu - Chevrolet coupé
- 1967: Eduardo Copello - Torino 380 coupé
- 1968: Carlos Pairetti - Chevrolet-250 Prototipo (Chassis Ford "T")
- 1969: Gastón Perkins - Torino-Nova Prototipo
- 1970: Rubén Luis di Palma - Torino 380 coupé
- 1971: Rubén Luis di Palma - Torino 380 coupé
- 1972: Héctor Gradassi - Ford Falcon
- 1973: Nasif Estéfano - Ford Falcon
- 1974: Héctor Luis Gradassi - Ford Falcon
- 1975: Héctor Luis Gradassi - Ford Falcon
- 1976: Héctor Luis Gradassi - Ford Falcon
- 1977: Juan María Traverso - Ford Falcon
- 1978: Juan María Traverso - Ford Falcon
- 79/80: Francisco Espinosa - Chevrolet Chevy Coupé
- 80/81: Antonio Aventín - Dodge Polara RT coupé
- 1982: Jorge Martínez Boero - Ford Falcon
- 1983: Roberto Mouras - Dodge Polara RT coupé
- 1984: Roberto Mouras - Dodge Polara RT coupé
- 1985: Roberto Mouras - Dodge Polara RT coupé/Chevrolet
- 1986: Oscar Angeletti - Dodge Polara RT coupé
- 1987: Oscar Castellano - Dodge Polara RT coupé
- 1988: Oscar Castellano - Dodge Polara RT coupé
- 1989: Oscar Castellano - Ford Falcon
- 1990: Emilio Satriano - Chevrolet Chevy Coupé
- 1991: Oscar Aventín - Ford Falcon
- 1992: Oscar Aventín - Ford Falcon
- 1993: Walter Hernández - Ford Falcon
- 1994: Eduardo Ramos - Ford Falcon
- 1995: Juan María Traverso - Chevrolet Chevy Coupé
- 1996: Juan María Traverso - Chevrolet Chevy Coupé
- 1997: Juan María Traverso - Chevrolet Chevy Coupé
- 1998: Guillermo Ortelli - Chevrolet Chevy Coupé
- 1999: Juan María Traverso - Ford Falcon
- 2000: Guillermo Ortelli - Chevrolet Chevy Coupé
- 2001: Guillermo Ortelli - Chevrolet Chevy Coupé
- 2002: Guillermo Ortelli - Chevrolet Chevy Coupé
- 2003: Ernesto Bessone - Dodge Polara RT coupé
- 2004: Omar Martínez - Ford Falcon
- 2005: Juan Manuel Silva - Ford Falcon
- 2006: Norberto Fontana - Dodge Polara RT coupé
- 2007: Christian Ledesma - Chevrolet Chevy Coupé
- 2008: Guillermo Ortelli - Chevrolet Chevy Coupé
- 2009: Emanuel Moriatis - Ford Falcon
- 2010: Agustín Canapino - Chevrolet Chevy Coupé
- 2011: Guillermo Ortelli - Chevrolet Chevy Coupé

### Aktív Versenyzők
- Norberto Fontana
- Christian Ledesma
- Omar Martínez [halott link]
- Emanuel Moriatis
- Guillermo Ortelli
- Gabriel Ponce de León
- Juan Manuel Silva
- Matías Rossi
- Emiliano Spataro
- Diego Aventín
- José María López
- Leonel Pernía
- Mariano Werner
- Martín Basso
- Ezequiel Bosio
- Gaston Mazzacane